# Hinchinbrook Channel
Hinchinbrook Channel är ett sund i Australien. Det ligger i delstaten Queensland, omkring 1 200 kilometer nordväst om delstatshuvudstaden Brisbane.